# Seznam manželek panovníků Irska
Toto je seznam manželek panovníků Irska. Od 12. století neexistiovala žádná domácí irská královna, což byl složitý důsledek normanské invaze do Irska, Treaty of Windsor (1175) a smrti posledního velekrále Irska, Roryho O'Connora, v roce 1198. Titul irské královny byl titul (byť v podstatně ne vždy odpovídající realitě) manželky panovníka Anglie a později Velké Británie.

## Plantageneti
The Lordship of Ireland (1171–1541) bylo označení pro stát, který vznikl po normanské invazi do Irska (1169–71). Panovníci si nárokovali celý ostrov, jejich skutečná moc byla ale mnohem menší.

### Přímá linie
| Portrét | Jméno                    | Rod                          | Narození            | Svatba                          | Královnou od                    | Korunovace         | Královnou do              | Úmrtí             | Manžel                    |
| ------- | ------------------------ | ---------------------------- | ------------------- | ------------------------------- | ------------------------------- | ------------------ | ------------------------- | ----------------- | ------------------------- |
|         | Isabela z Gloucesteru    | Fitz Robert                  | c. 1173             | 29. srpen 1189                  | 29. srpen 1189                  | Ne                 | 1199 manželství anulováno | 14. říjen 1217    | Jan Bezzemek              |
|         | Isabela z Angoulême      | Tailleferové                 | c. 1187             | 24. srpen 1200                  | 24. srpen 1200                  | 8. říjen 1200      | 18 nebo 19. říjen 1216    | 31. květen 1246   | Jan Bezzemek              |
|         | Eleonora Provensálská    | Barcelonská dynastie         | c. 1223             | 14. leden 1236                  | 14. leden 1236                  | 20. leden 1236     | 16. listopad 1272         | 24. červen 1291   | Jindřich III. Plantagenet |
|         | Eleonora Kastilská       | Burgundsko-Ivrejská dynastie | 1241                | 1. listopad 1254                | 16. listopad 1272               | 19. srpen 1274     | 28. listopad 1290         | 28. listopad 1290 | Eduard I.                 |
|         | Markéta Francouzská      | Kapetovci                    | 1282                | 8 nebo 10. září 1299            | 8 nebo 10. září 1299            | 1299?              | 7. červenec 1307          | 14. únor 1317     | Eduard I.                 |
|         | Isabela Francouzská      | Kapetovci                    | mezi 1288 a 1296    | 25. leden 1308                  | 25. leden 1308                  | 25. únor 1308      | 20. leden 1327            | 22. srpen 1358    | Eduard II.                |
|         | Filipa z Hainault        | Avesnes                      | 24. červen 1311 (?) | 24. leden 1328                  | 24. leden 1328                  | 18. únor 1330      | 15. srpen 1369            | 15. srpen 1369    | Eduard III.               |
|         | Anna Lucemburská (Česká) | Lucemburkové                 | 11. květen 1366     | 20. leden 1383 (?)              | 20. leden 1383 (?)              | 22. leden 1383 (?) | 7. červen 1394            | 7. červen 1394    | Richard II.               |
|         | Isabella z Valois        | Valois                       | 9. listopad 1387    | 31. říjen nebo 1. listopad 1396 | 31. říjen nebo 1. listopad 1396 | 8. leden 1397      | 30. září 1399             | 13. září 1409     | Richard II.               |
| Portrét | Jméno                    | Rod                          | Narození            | Svatba                          | Královnou od                    | Korunovace         | Královnou do              | Úmrtí             | Manžel                    |

### Lancasterové
| Portrét | Jméno             | Rod          | Narození        | Svatba         | Královnou od   | Korunovace      | Královnou do    | Úmrtí            | Manžel       |
| ------- | ----------------- | ------------ | --------------- | -------------- | -------------- | --------------- | --------------- | ---------------- | ------------ |
|         | Jana Navarrská    | Évreux       | c. 1370         | 7. únor 1403   | 7. únor 1403   | 26. únor 1403   | 20. březen 1413 | 9. červenec 1437 | Jindřich IV. |
|         | Kateřina z Valois | Valois       | 27. říjen 1401  | 2. červen 1420 | 2. červen 1420 | 23. únor 1421   | 31. srpen 1422  | 3. leden 1437    | Jindřich V.  |
|         | Markéta z Anjou   | Valois-Anjou | 23. březen 1429 | 23. duben 1445 | 23. duben 1445 | 30. květen 1445 | 21. květen 1471 | 25. srpen 1482   | Jindřich VI. |
| Portrét | Jméno             | Rod          | Narození        | Svatba         | Královnou od   | Korunovace      | Královnou do    | Úmrtí            | Manžel       |

### Yorkové
| Portrét | Jméno               | Rod       | Narození        | Svatba            | Královnou od    | Korunovace      | Královnou do    | Úmrtí           | Manžel       |
| ------- | ------------------- | --------- | --------------- | ----------------- | --------------- | --------------- | --------------- | --------------- | ------------ |
|         | Alžběta Woodvillová | Woodville | c. 1437         | 1. květen 1464    | 1. květen 1464  | 26. květen 1465 | 9. duben 1483   | 8. červen 1492  | Eduard IV.   |
|         | Anna Nevillová      | Neville   | 11. červen 1456 | 12. červenec 1472 | 26. červen 1483 | 6 červenec1483  | 16. březen 1485 | 16. březen 1485 | Richard III. |
| Portrét | Jméno               | Rod       | Narození        | Svatba            | Královnou od    | Korunovace      | Královnou do    | Úmrtí           | Manžel       |

## Tudorovci
V roce 1542 prošel v irském parlamentu Crown of Ireland Act 1542, který zaručoval, že Jindřich VIII. Tudor a jeho následnící budou také irskými králi (titul manželky panovníka byl do té doby Lady of Ireland). V Evropě tento akt nebyl uznán do roku 1555.
| Portrét | Jméno              | Rod          | Narození          | Svatba          | Královnou od    | Korunovace        | Královnou do                      | Úmrtí                     | Manžel               |
| ------- | ------------------ | ------------ | ----------------- | --------------- | --------------- | ----------------- | --------------------------------- | ------------------------- | -------------------- |
|         | Alžběta z Yorku    | Yorkové      | 11. únor 1466     | 18. leden 1486  | 18. leden 1486  | 25. listopad 1487 | 11. únor 1503                     | 11. únor 1503             | Jindřich VII. Tudor  |
|         | Kateřina Aragonská | Trastámarové | 16. prosinec 1485 | 11. červen 1509 | 11. červen 1509 | 24. červen 1509   | 23. květen 1533 Svatba anulována  | 7. leden 1536             | Jindřich VIII. Tudor |
|         | Anna Boleynová     | Boleynové    | mezi 1501 a 1507  | 28. květen 1533 | 28. květen 1533 | 1 červen1533      | 19. květen 1536 popravena         | 19. květen 1536 popravena | Jindřich VIII. Tudor |
|         | Jana Seymourová    | Seymourové   | mezi 1507 a 1509  | 30. květen 1536 | 30. květen 1536 | Nekorunována      | 24. říjen 1537                    | 24. říjen 1537            | Jindřich VIII. Tudor |
|         | Anna Klevská       | Klévští      | 22. září 1515     | 6. leden 1540   | 6. leden 1540   | Nekorunována      | 9. červenec 1540 Svatba anulována | 16. červenec 1557         | Jindřich VIII. Tudor |
|         | Kateřina Howardová | Howardové    | mezi 1520 a 1525  | 28 červenec1540 | 28 červenec1540 | Nekorunována      | 22. listopad 1541                 | 13. únor 1542 popravena   | Jindřich VIII. Tudor |
|         | Kateřina Parrová   | Parr         | mezi 1512 a 1517  | 12 červenec1543 | 12 červenec1543 | Nekorunována      | 28 leden1547                      | 5. září 1548              | Jindřich VIII. Tudor |
| Portrét | Jméno              | Rod          | Narození          | Svatba          | Královnou od    | Korunovace        | Královnou do                      | Úmrtí                     | Manžel               |

## Stuartovci
| Portrét | Jméno                      | Rod          | Narození          | Svatba                                  | Královnou od                            | Korunovace        | Královnou do   | Úmrtí             | Manžel           |
| ------- | -------------------------- | ------------ | ----------------- | --------------------------------------- | --------------------------------------- | ----------------- | -------------- | ----------------- | ---------------- |
|         | Anna Dánská                | Oldenburgové | 14. říjen 1574    | 23. listopad 1589                       | 24. březen 1603                         | 25. červenec 1603 | 4. březen 1619 | 4. březen 1619    | Jakub I. Stuart  |
|         | Henrietta Marie Bourbonská | Bourboni     | 25. listopad 1609 | 11. květen 1625 (proxy) 13. červen 1625 | 11. květen 1625 (proxy) 13. červen 1625 | Nekorunována      | 30. leden 1649 | 10. září 1669     | Karel I. Stuart  |
|         | Kateřina z Braganzy        | Braganza     | 25. listopad 1638 | 21. květen 1662                         | 21. květen 1662                         | Nekorunována      | 6. únor 1685   | 30. listopad 1705 | Karel II. Stuart |
|         | Marie Beatrice d'Este      | Este         | 5. říjen 1658     | 30. září 1673 (proxy)                   | 6. únor 1685                            | 23. duben 1685    | 12. únor 1689< | 7. květen 1718    | Jakub II. Stuart |

## Hannoverská dynastie
Nástup Hannoverské dynastie byl důsledkem Act of Settlement 1701.
| Portrét | Jméno                            | Rod                     | Narození        | Svatba         | Královnou od    | Královnou do               | Úmrtí             | Manžel    |
| ------- | -------------------------------- | ----------------------- | --------------- | -------------- | --------------- | -------------------------- | ----------------- | --------- |
|         | Karolina z Ansbachu              | Hohenzollernové         | 1. březen 1683  | 22. srpen 1705 | 11. červen 1727 | 20. listopad 1737          | 20. listopad 1737 | Jiří II.  |
|         | Šarlota von Mecklenburg-Strelitz | Dynastie Meklenburských | 19. květen 1744 | 8. září 1761   | 8. září 1761    | 1. leden 1801 Act of Union | 17. listopad 1818 | Jiří III. |

Během vlády Jiřího III: se království Anglie a Irska spojila ve Velkou Británii, což byl důsledek Act of Union 1800.
Pro královny mezi lety 1801 a 1927 se podívejte na seznam britských královen.

## Windsorové
Poté, co byl Irsko v roce 1922 udělen status dominia, titul irského krále byl od roku 1927 znovu zaveden a užíval se až do roku 1949, kdy se Irsko stalo republikou.
| Portrét | Jméno                | Rod        | Narození        | Svatba           | Královnou od              | Královnou do                     | Úmrtí           | Manžel   |
| ------- | -------------------- | ---------- | --------------- | ---------------- | ------------------------- | -------------------------------- | --------------- | -------- |
|         | Marie z Tecku        | Teck       | 26. květen 1867 | 6. červenec 1893 | 1927 znovuzavedení titulu | 20. leden 1936 smrt manžela      | 24. březen 1953 | Jiří V.  |
|         | Elizabeth Bowes-Lyon | Bowes-Lyon | 4. srpen 1900   | 26. duben 1923   | 11. prosinec 1936         | 28. duben 1949 vznikla republika | 30. březen 2002 | Jiří VI. |